# Mario Zatelli
Mario Zatelli (Sétif, Francia Algéria, 1912. december 21. – Sainte-Maxime, 2004. január 7.) algériai születésű, francia válogatott labdarúgó, edző.

## Sikerei, díjai

### Menedzserként
- Olympique Marseille
  - Francia első osztály bajnoka: 1971-72
  - Francia kupa: 1969, 1972